# Cosmopterix bifidiguttata
Cosmopterix bifidiguttata là một loài bướm đêm thuộc họ Cosmopterigidae. Nó được tìm thấy ở Trung Quốc (Giang Tây, Chiết Giang).
Chiều dài cánh trước khoảng 4,6 mm.
Ấu trùng ăn các loài Poaceae.